# Denys Arcand
Georges-Henri Denys Arcand (Deschambault, 25 giugno 1941) è un regista e sceneggiatore canadese.
Ha vinto numerosi premi soprattutto grazie al suo film più apprezzato, Le invasioni barbariche, che si è aggiudicato un Premio César per il miglior film, un David di Donatello per il miglior film straniero e un Oscar al miglior film straniero.

## Biografia
Viene educato in una scuola di gesuiti scelta dalla madre cattolica praticante per nove anni. Studia storia all'università di Montréal, dove realizza nel 1962 il primo cortometraggio, Seul avec d'autres. Lavora al National Film Board canadese dedicandosi ai documentari, debutta nell'ambito del lungometraggio nel 1970 con Siamo al cotone, in cui denuncia lo sfruttamento degli operai tessili in Québec e l'odio tra le comunità anglofone e francofone. I toni aspri del documentario fanno sì che il Film Board ne vieti la distribuzione per molti anni: l'accaduto, più che danneggiarlo, non fece altro che dare una scossa alla sua carriera, attraverso la notorietà ottenuta tramite la censura.
Negli anni settanta si dedica alla produzione cinematografica, avendo successo soprattutto a livello di critica. Come molti intellettuali della sua epoca, Arcand guarda con molto interesse agli ambienti intellettuali europei. È per questa ragione che soffrirà molto della cattiva ricezione europea del suo Réjeanne Padovani a Cannes, nel 1973, film mai uscito nelle sale italiane, che per molto tempo gli apparirà come un'ingiustizia. Nel 1985 dirige il film per la televisione Murder in the Family e l'anno dopo con Il declino dell'impero americano conquista i favori della critica e del pubblico, con un film satirico e pungente che ritrae un gruppo di amici, intellettuali canadesi. Nominato all'Oscar come migliore film straniero, vince il premio della critica a Cannes e il premio come migliore film canadese al Toronto Film Festival.
Arcand conquista Cannes per la seconda volta l'anno successivo con Jésus de Montréal, ottenendo il premio della giuria. Inoltre ottiene di nuovo la nomination all'Oscar come miglior film straniero. In Jésus de Montréal il regista prende spunto dal vangelo di Marco per fare della satira sociale, polemizzando contro il mondo moderno e i suoi disvalori. Nel 1993, realizza La natura ambigua dell'amore, adattamento dell'opera teatrale di Brad Fraser, che ha anche sceneggiato il film, Unidentified Human Remains and the True Nature of Love, che tratta di amore, omosessualità e AIDS: si tratta del suo primo film in lingua inglese. In Stardom, nel 2000, fa di nuovo leva sul sarcasmo per prendere in giro il mondo dello spettacolo.
Il sequel de Il declino dell'impero americano arriva nel 2003, quando il regista canadese gira Le invasioni barbariche, che a Cannes fa vincere a Marie-Josée Croze il premio come migliore attrice e ad Arcand il premio per la migliore sceneggiatura, mentre nel 2004 si aggiudica l'Oscar come miglior film straniero. Il film riesce ad essere amaro e allo stesso tempo divertente, raccontando l'epoca contemporanea e le sue contraddizioni tra neoliberismo, fine delle ideologie e morte di Dio. Nel 2007 esce L'età barbarica, scelto per chiudere il Festival di Cannes di quell'anno.

## Filmografia
- Seul ou avec d'autres (1962)
- La maudite galette (1972)
- Réjeanne Padovani (1973)
- Gina (1975)
- Le crime d'Ovide Plouffe (1984)
- Il declino dell'impero americano (Le déclin de l'empire américain) (1986)
- Jésus de Montréal (1989)
- Montréal vu par... (segmento "Vue d'ailleurs") (1991)
- La natura ambigua dell'amore (Love and Human Remains) (1993)
- Joyeux calvaire (1996)
- Stardom (2000)
- Le invasioni barbariche (Les invasion barbares) (2003)
- L'età barbarica (L'âge des ténèbres) (2007)
- Le règne de la beauté (2014)
- La caduta dell'impero americano (La chute de l'empire américain) (2018)

## Premi e riconoscimenti

### Premio Oscar
- 2004 - Candidatura per la migliore sceneggiatura originale per Le invasioni barbariche

### Premio David di Donatello
- 2004 - Miglior film straniero per Le invasioni barbariche